# Двойной, Алексей Иванович
Алексей Иванович Двойной (29.01.1921 — 22.12.1985) — старший разведчик взвода управления 3-го дивизиона 313-го гвардейского артиллерийского полка 121-я гвардейская Гомельская Краснознаменная ордена Суворова стрелковая дивизия, 102-й стрелковый корпус, 13-я армия, 1-й Украинский фронт, гвардии ефрейтор, участник Великой Отечественной войны, кавалер ордена Славы трёх степеней.

## Биография
Родился 29 января 1921 года в селе Анатольевка ныне Березанского района Николаевской области (Украина) в крестьянской семье. Украинец.
С 25 марта 1941 года – в Красной армии. В действующей армии – с 27 декабря 1941 года. Воевал на Брянском, Западном, Центральном (с 20 октября 1943 года – Белорусский) и 1-м Украинском фронтах. Принимал участие в битве за Москву, боях на калужском направлении, Орловской, Брянской, Гомельско-Речицкой, Ровно-Луцкой, Львовско-Сандомирской, Сандомирско-Силезской, Нижнесилезской и Берлинской наступательных операциях. В боях дважды был ранен.
23 ноября 1943 года в районе деревни Литвиновичи (ныне агрогородок Кормянского района Гомельской области, Белоруссия) А. И. Двойной находился на наблюдательном пункте с командиром дивизиона. В ходе атаки переднего края противника артиллеристы перемещались в боевых порядках наступающих стрелковых подразделений. Продвижению воинов мешал станковый пулемёт противника, который вёл огонь из траншеи. Подобравшись к пулемёту, А. И. Двойной гранатой уничтожил его расчёт, обеспечив успешное продвижение стрелковой роты. Командиром полка представлен к награждению орденом Красной Звезды.
Приказом командира 121-й гвардейской стрелковой дивизии от 28 ноября 1943 года гвардии красноармеец Двойной Алексей Иванович награждён орденом Славы 3-й степени.
22 февраля 1945 года при совершении марша на подступах к городу Форст (ныне район Шпре-Найсе, земля Бранденбург, Германия) А. И. Двойной находился в боковом походном охранении. Встретившись с группой немцев, он открыл огонь и уничтожил четверых солдат противника, а немецкого полковника захватил в плен. Командиром полка был представлен к награждению орденом Отечественной войны 1-й степени.
Приказом командующего 13-й армией от 17 апреля 1945 года гвардии ефрейтор Двойной Алексей Иванович награждён орденом Славы 2-й степени.
В ходе Берлинской наступательной операции 121-я гвардейская стрелковая дивизия вышла на подступы к городу Виттенберг (ныне земля Саксония-Анхальт, Германия). 25 апреля 1945 года А. И. Двойной, выполняя боевое задание, переплыл реку Эльба и выявил расположение двух артиллерийских батарей и шести огневых точек противника. Огнём дивизиона цели были подавлены. Возвращаясь назад, А. И. Двойной наткнулся на группу пехоты противника. Очередью из автомата он уничтожил троих солдат, а двоих захватил в плен. Командиром полка представлен к награждению орденом Красного Знамени.
Приказом командующего 13-й армией от 11 июня 1945 года гвардии ефрейтор Двойной Алексей Иванович награждён вторым орденом Славы 2-й степени.
В июне 1946 года демобилизован. Вернулся в город Одесса. Работал техником-механиком в гостинице «Одесса».
Указом Президиума Верховного Совета СССР от 17 февраля 1970 года в порядке перенаграждения Двойной Алексей Иванович награждён орденом Славы 1-й степени. Стал полным кавалером ордена Славы.
С 1983 года – на пенсии.
Умер 22 декабря 1985 года.

## Награды
- Орден Отечественной войны I степени (11.03.1985)[3]

- Полный кавалер ордена Славы:
  - орден Славы I степени (17.02.1970);
  - орден Славы II степени (17.04.1945)[4];
  - орден Славы III степени (28.11.1943)[5];

- медали, в том числе:
  - «Медаль «За оборону Москвы»»
  - «В ознаменование 100-летия со дня рождения Владимира Ильича Ленина» (6 апреля 1970)
  - «За победу над Германией» (9 мая 1945[6])
  - «За взятие Берлина» (9.6.1945)
  - «20 лет Победы в Великой Отечественной войне 1941—1945 гг.» (7 мая 1965[7])
  - «30 лет Победы в Великой Отечественной войне 1941—1945 гг.»[8]
  - 40 лет Победы в Великой Отечественной войне 1941—1945 гг.[9]

- - «30 лет Советской Армии и Флота»[10]
  - «40 лет Вооружённых Сил СССР»[11]
  - «50 лет Вооружённых Сил СССР» (26 декабря 1967[12])
- Знак «25 лет победы в Великой Отечественной войне» (1970)

## Память
- На могиле установлен надгробный памятник
- Его имя увековечено в Главном Храме Вооружённых сил России, и навсегда запечатлено на мемориале «Дорога памяти»